# Aiguille de Scolette
L'aiguille de Scolette (en italien Pierre Menue) est une montagne de 3 505 ou 3 506 mètres d'altitude dans les Alpes à la frontière entre la France et l'Italie.

## Géographie

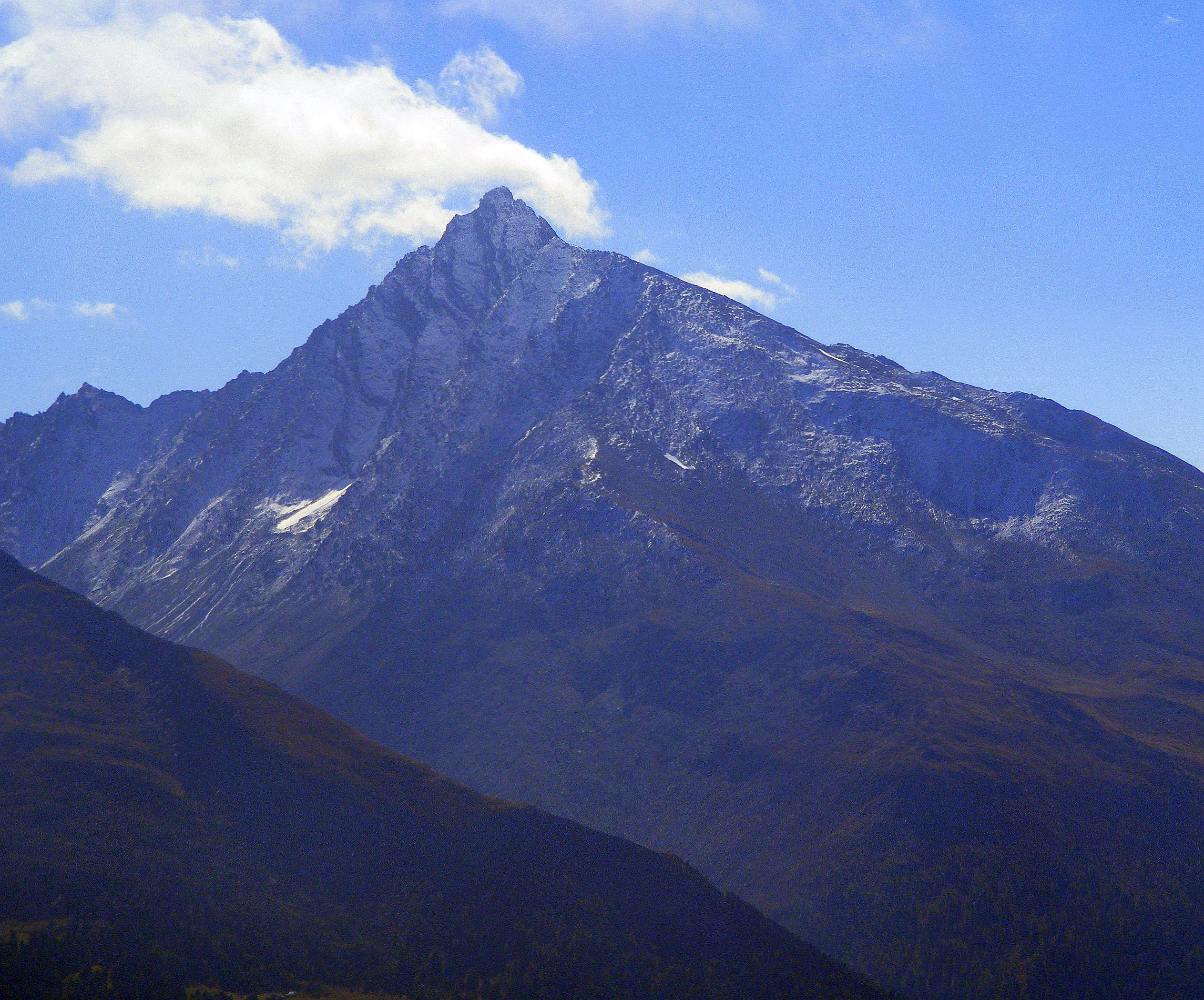
La face nord vue du vallon d'Aussois.

Elle forme avec la cime du Grand Vallon (3 129 m), la pointe de Paumont (3 171 m) et la cime Gardoria (3 137 m) le chaînon de Scolette, à l'ouest du massif du Mont-Cenis, entre le val de Suse en Italie et la Haute-Maurienne en France.
C'est le plus haut sommet des Alpes cottiennes (au sens large) en dehors des alentours du mont Viso. Administrativement la montagne est partagée entre les communes d'Avrieux (France) et de Bardonnèche (Italie).
Du côté piémontais à 1 979 mètres d'altitude se situe le lac de barrage de Rochemolles et, du côté savoyard, le lac de Scolette (ou lac du Vallon, 2 686 mètres).

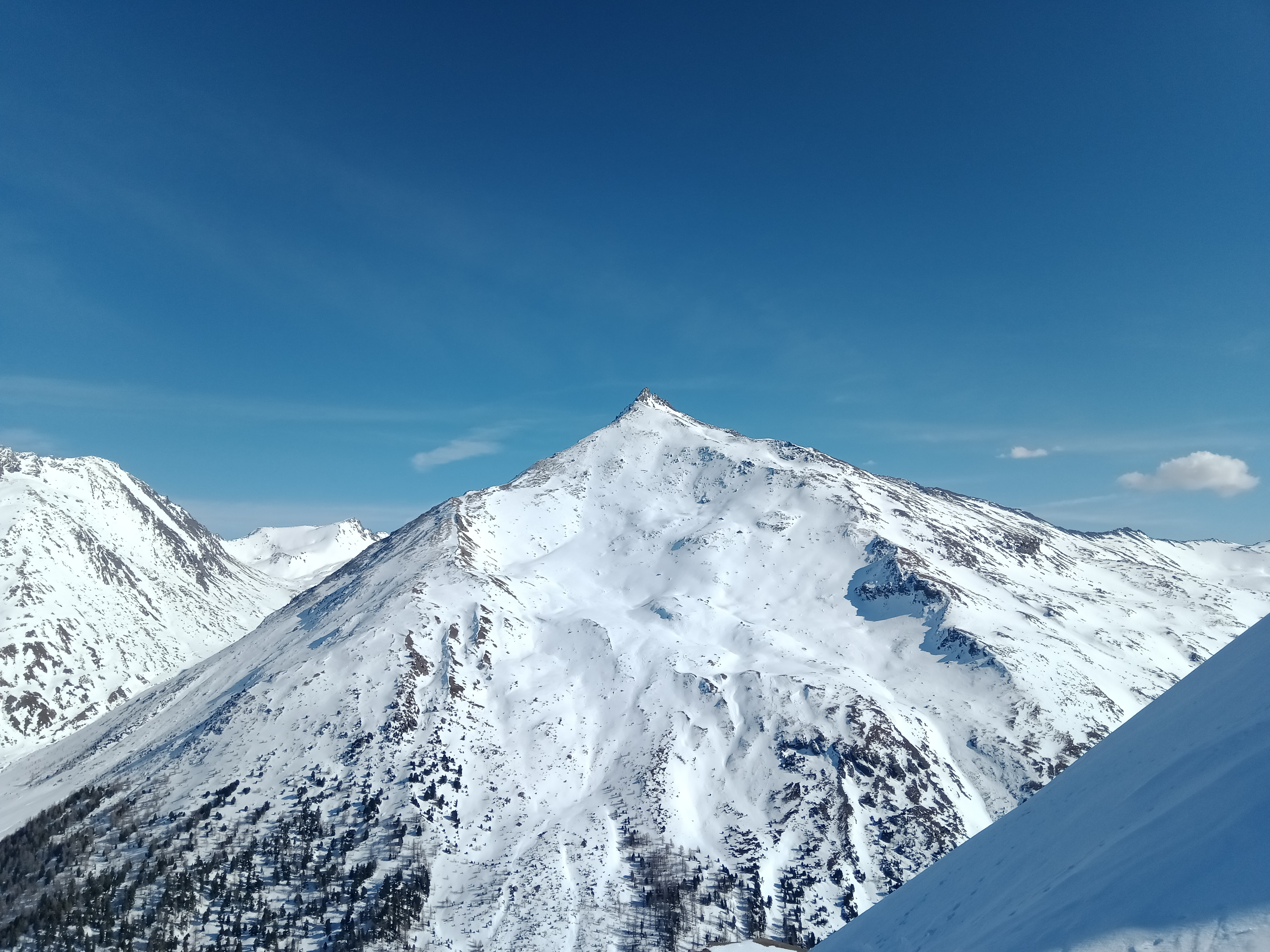
L'aiguille de Scolette depuis la Norma au nord-ouest.